# Lillsjön (Nordmalings socken, Ångermanland, 706090-167506)
Lillsjön är en sjö i Nordmalings kommun i Ångermanland och ingår i Lögdeälvens huvudavrinningsområde. Sjön har en area på 0,122 kvadratkilometer och ligger 153,1 meter över havet.

## Delavrinningsområde
Lillsjön ingår i det delavrinningsområde (706128-167468) som SMHI kallar för Utloppet av Lillsjön. Medelhöjden är 168 meter över havet och ytan är 0,84 kvadratkilometer. Det finns inga avrinningsområden uppströms utan avrinningsområdet är högsta punkten. Vattendraget som avvattnar avrinningsområdet har biflödesordning 2, vilket innebär att vattnet flödar genom totalt 2 vattendrag innan det når havet efter 21 kilometer. Avrinningsområdet består mestadels av skog (85 procent). Avrinningsområdet har 0,12 kvadratkilometer vattenytor vilket ger det en sjöprocent på 14,7 procent.